# Dagomys
Dagomys (Russisch: Дагомыс) is een microdistrict in het district Lazarevski van de Russische stad Sotsji en een voormalig dorp aan de Zwarte Zee. Het ligt op 12 kilometer ten noorden van Sotsji in de kraj Krasnodar. Het wordt beschouwd als de theehoofdstad van Rusland en is een bekende badplaats. Zoals in meerdere badplaatsen aan de Russische kust bestaat het strand uit silicium (kiezel). Het valt onder de bestuurlijke regio Sotsji.
De naam van de plaats wordt verschillende betekenissen toebedeeld: in het Kabardijns betekent het "koele, schaduwachtige plaats" en in het Adygees betekent het "schaduwachtig of koel bos". Door de toevloeiende koele lucht vanuit de uitlopers van de nabijgelegen Kaukasus is het er in de zomer koeler dan in andere badplaatsen.
In het einde van de 19e eeuw begon hier een Rus genaamd Kozman met het verbouwen van thee.
In 1896 liet de tsaar Nicolaas II hier een zomerresidentie bouwen met een grote tuin. Door de Eerste Wereldoorlog en de Russische Revolutie kreeg hij echter geen kans om zich er te vestigen. De sovjets lieten in de jaren 80 het hotel 'Dagomys' bouwen met 27 verdiepingen op de plaats van zijn residentie, dat nu een van de grootste hotels van de plaats is.
De badplaats werd meerdere malen gebruikt voor internationale conferenties. In januari 1992 onderhandelden hier Rusland en Oekraïne over de verdeling van de sovjet-Zwarte Zeevloot. In juni 1992 tekenden Rusland en Georgië in Dagomys een wapenstilstand voor de oorlog in Zuid-Ossetië. In 1998 vonden er de Pugwash Conferences on Science and World Affairs plaats voor de afbouw van kernwapens.